# 아애굉작기
《아애굉작기》(勇敢的翅膀)는 2022년 방송되었던 중국의 드라마이다.

## 소개
- 공군 대위 친랑은 실탄 훈련의 난관을 극복한 후 임무를 완수했지만 공중급유기 개조를 위해 파견되면서 일어나는 이야기

## 등장 인물
- 장완이 (张晚意) - 친랑 역
- 푸다룽 - 펑레이 역
- 개월희 (盖玥希) - 탄샤오야 역
- 쭤샤오칭 - 란예 역
- 미열 (米热) - 우한 역
- 감로 (甘露) - 샤오린 역
- 진방주 (陈方舟) - 오양지옌 역
- 묘석륜 (苗夕伦) - 린아이페이 역
- 한추지 (Mark) - 겅지엔셔 역